# Jager (infanterie)

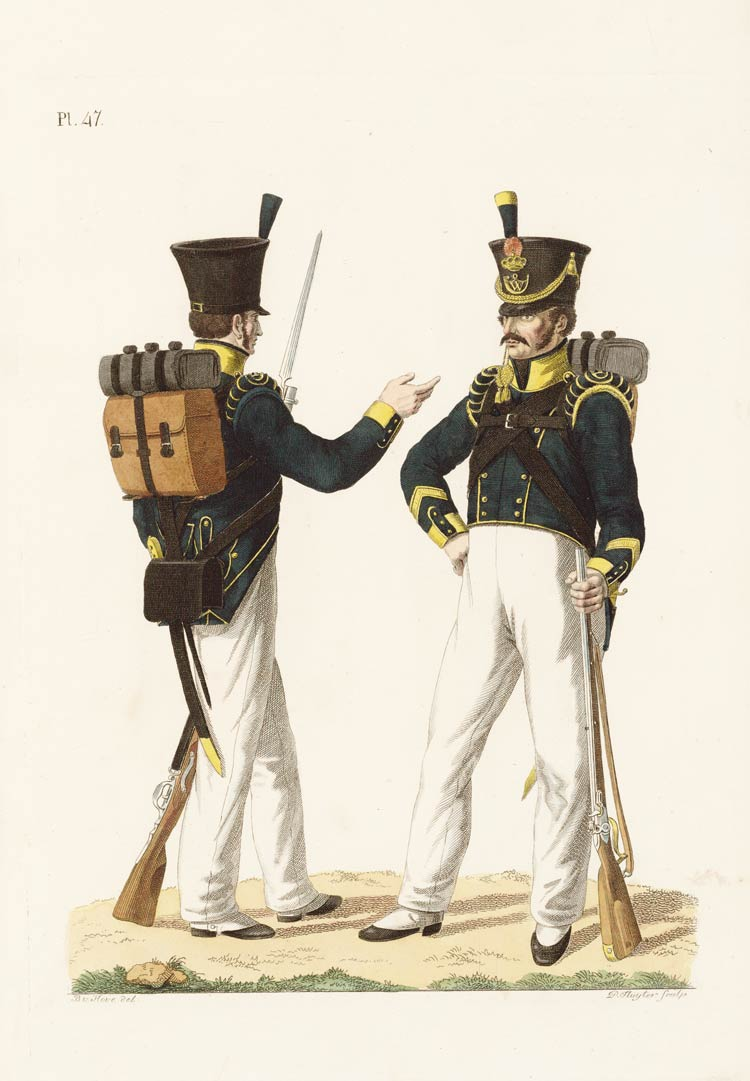
Sergeant der Flankeurs (rechts) en Jager van het Korps Jagers in West-Indië, 1823

Jagers was de benaming die in de 18e eeuw werd ingevoerd in het Nederlandse leger voor lichte infanterie. De taak van de lichte infanterie was verkenningswerk, tirailleren en als scherpschutters optreden. In de 18e eeuw werden ze met name geworven uit diegenen die goed met wapens konden omgaan, nl. jagers en houtvesters, vandaar de naam. Ter herkenning droegen ze vaak groene uniformen en zwart leerwerk. Jagereenheden werden bewapend met jachtbuksen en hartsvangers in plaats van musketten en degens. In plaats van tamboers en pijpers hadden deze eenheden jachthoornblazers en/of halvemaanblazers als muzikanten voor het doorgeven van signalen. De jachthoorn werd het embleem voor eenheden jagers en lichte infanterie, dat op uniformen, uitrusting en vaandels werd weergegeven.
Jagereenheden vormden geliefde eenheden voor Vrijkorpsen, zoals eind 18e eeuw het Vrijkorps van de Rijngraaf van Salm. In 1784 werden twee compagnieën van dit korps opgenomen in het Staatse leger. In de legers van de Bataafsche Republiek (1795-1806) en het Koninkrijk Holland (1806-1810) waren er ook regimenten Jagers, in het laatste ook een Garderegiment Jagers. Na de inlijving van het koninkrijk Holland in het Franse keizerrijk door keizer Napoleon werden de Jagerregimenten opgenomen in het Franse leger als het 33e Regiment Lichte Infanterie.
In 1814 werden voor het nieuwe Nederlandse leger wederom bataljons Jagers geformeerd (nrs. 16, 17, 18 en 27), gekleed in donkergroene uniformen. Vanaf 1815 werden die uitgevoerd met leerwerk in zwart en kragen, manchetten en paspellering (biezen, randen, versieringen) in geel. Voor de koloniën in de West werden twee bataljons West-Indische Jagers (nrs. 10 en 11) gecreëerd, die gekleed waren als de Europese eenheden. 
De bataljons Jagers werden ingezet in de gevechten in de Slag bij Quatre-Bras en de Slag bij Waterloo in 1815. Later dat jaar werden de bataljons Jagers opgenomen in de Afdeelingen Infanterie en kende het leger geen Jagers meer, behalve de West-Indische Jagers. Hun taak was overgenomen door de Flankeurs. Na het opheffen van de vier Afdeelingen Zwitsers (nrs. 29, 30, 31 en 32) werden bij Koninklijk Besluit in 1829 twee Gardebataljons Jagers geformeerd. In dit KB wordt gesteld dat het voor jagers als een eer moest worden gezien om aan een dergelijk bataljon deel te mogen nemen en voor een officier moest worden gezien als een onderscheiding. Het jaar erop moesten ze zich meteen bewijzen toen België zich afscheidde van Nederland. 
In de Belgische Onafhankelijkheidsoorlog (1830-1832) werden in Nederland veel compagnieën Vrijwillige Jagers opgericht vanwege de speciale benaming. Ook nu werd door alle eenheden gekozen voor een donkergroen uniform met zwart leerwerk en jachtbuksen. Na de oorlog bleven de Jagers gehandhaafd, soms in één regiment verenigd met de Gardegrenadiers. In 1984 werden Grenadiers en Jagers definitief verenigd in het Garderegiment Grenadiers en Jagers.
In 1950 werden het 2e en 6e Regiment Infanterie opgeheven; tegelijk werd het Regiment Limburgse Jagers opgericht, dat de tradities van beide regimenten zou voortzetten. De naam Limburgse Jagers is tevens een herinnering aan het Bondscontingent van Limburg dat in de 19e eeuw was opgericht. Het regiment heeft als muziekkorps een Korps Halvemaanblazers.
Beide huidige legeronderdelen dragen het signaalinstrument van onder andere de jagers; de jachthoorn (plesshoorn), als symbool in hun baretembleem.

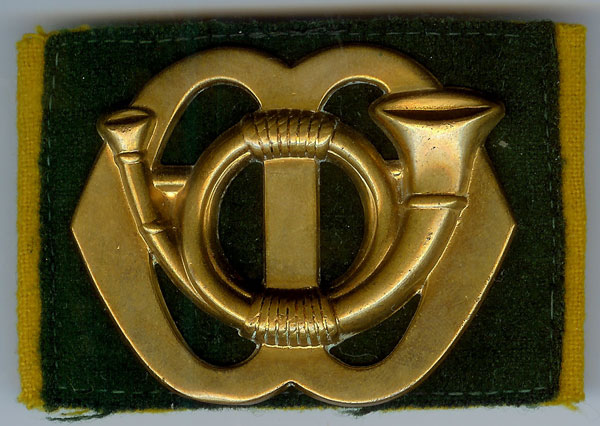
Baretembleem van het Garderegiment Grenadiers en Jagers (alleen van de jagers)
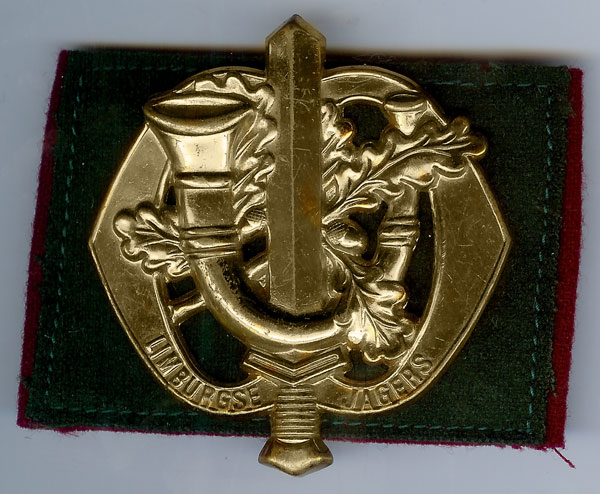
Baretembleem van het Regiment Limburgse Jagers